# رالی دابسون
رالی دابسون (انگلیسی: Rhali Dobson؛ زادهٔ ۲۱ آوریل ۱۹۹۲) بازیکن فوتبال اهل استرالیا است.
وی همچنین در تیم‌های ملی فوتبال Australia women's national under-17 soccer team و زنان استرالیا بازی کرده‌است.